# Ville de Marion
La Ville de Marion (City of Marion) est une zone d'administration locale au sud du centre ville d'Adélaïde en Australie-Méridionale en Australie. 

## Quartiers
- Ascot Park
- Clovelly Park
- Darlington
- Dover Gardens
- Edwardstown
- Glandore
- Glengowrie
- Hallett Cove
- Marino
- Marion
- Mitchell Park
- Morphettville
- O'Halloran Hill
- Oaklands Park
- Park Holme
- Plympton Park
- Seacombe Gardens
- Seacombe Heights
- Seaview Downs
- Sheidow Park
- South Plympton
- Sturt
- Trott Park
- Warradale